# Harduf
Harduf (הַרְדּוּף) est un kibboutz du district de Haïfa, Galilée, Israël, créé en 1982. Le nom est tiré directement de celui du laurier rose.

## Histoire
Le kibboutz a été créé en 1982 par Jesaiah Ben-Aharon et quelques adeptes de l’anthroposophie de Rudolf Steiner. Ses membres vivent selon ce courant de pensée. Il est spécialisé dans les produits issus de l'agriculture biologique. Il a été un pionnier dans ce domaine en Israël.

## Économie
Avec Arad, il est en Israël l'un des deux centres du projet de partenariat TEN, avec le soutien de l'organisation israélienne Masa et arabe-israélienne Sha'ar L' Adam. Le projet TEN accueille des stagiaires qui souhaitent offrir leur bénévolat dans les domaines de la justice sociale, l'écologie, l’agriculture durable, en coopération avec les villages arabes voisins.
Le Kibboutz possède plusieurs exploitations agricoles conformes aux exigences de l'agriculture biologique, dont une ferme produisant du lait.        
Harduf dispose de plusieurs centres de santé : Beit Elisha, pour la réhabilitation des adultes ayant des besoins spéciaux ; la communauté Tuvia , pour les enfants et les jeunes qui ont été retirés de leur foyer et ont besoin d'une nouvelle famille d'accueil, et Hiram , qui vise à aider les jeunes qui souffrent de problèmes émotionnels.
Depuis 2007, le kibboutz est autonome dans le traitement de ses eaux usées et utilise les eaux recyclées pour irriguer ses champs.